# Chaitén (Vulkan)
Der Chaitén ist ein 1122 m hoher Vulkan in den Anden Patagoniens im Süden von Chile. Er liegt zehn Kilometer nordöstlich des kleinen gleichnamigen Küstenortes Chaitén in der vulkanisch sehr aktiven Gegend der Südamerikanischen Kordilleren. Seine Gipfelcaldera weist einen maximalen Durchmesser von 3,53 Kilometern auf und ist nahezu vollständig mit aus den Gesteinen Rhyolith und Obsidian bestehenden Lavadomen aufgefüllt. Diese Dome erreichten bis zum Ausbruch 2008 eine Höhe von 962 Metern über dem Meeresspiegel und waren teilweise mit Vegetation bewachsen. Innerhalb der Caldera am Rande der Lavadome befanden sich zudem zwei kleine Seen, einer an der West- und einer an der Nordseite.
Gemäß einer Radiokohlenstoffdatierung des letzten Lavastroms hatte die vorletzte Eruption vor ca. 9450 Jahren stattgefunden. Die letzten Eruptionen fanden von 2008 bis 2011 mehr oder minder kontinuierlich statt. Seit 2013 gilt die Eruption als beendet.

## Eruption 2008
Am 2. Mai 2008 brach Chaitén, den man schon für erloschen gehalten hatte, überraschend wieder aus. Eine bis zu 20 Kilometer hohe Aschewolke erhob sich über dem Krater und innerhalb von vier Tagen wurden mehr als 60 vulkanische Erdbeben ausgelöst.

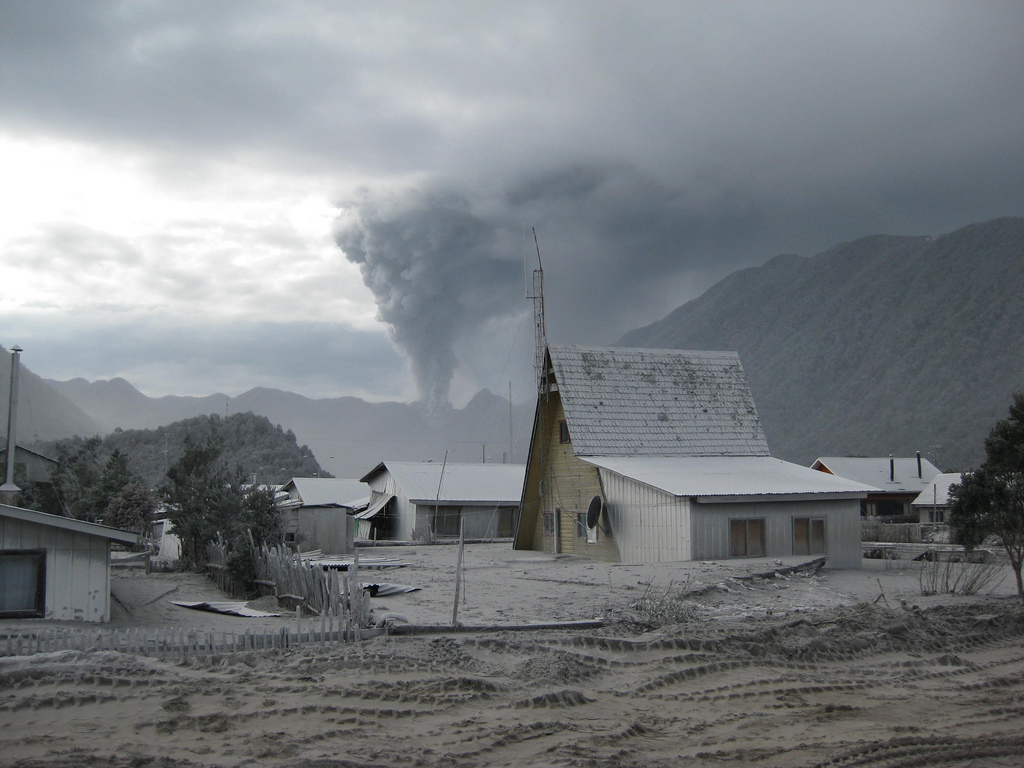
Ein zerstörtes Dorf, im Hintergrund die Eruptionssäule des Chaitén.

Aufgrund einiger pyroklastischer Ströme, die durch den teilweisen Abbruch des Lavadoms ausgelöst worden waren und in Erwartung eines größeren explosiven Ausbruches hat die nationale chilenische Katastrophenschutzbehörde die höchste Alarmstufe für die betroffene Region verhängt und die chilenische Regierung die Umgebung des Vulkans zum Notstandsgebiet erklärt. Nur wenige Stunden nach dem Beginn der Eruptionen begann man auf Grund des anhaltend starken Ascheregens damit, die ersten Anwohner in Sicherheit zu bringen. In dem gleichnamigen Ort Chaitén lagerte sich eine etwa 15 Zentimeter hohe feine Ascheschicht ab, was dazu führte, dass zahlreiche Wasservorräte kontaminiert wurden. Vom 3. bis zum 5. Mai evakuierte man die 3300 Einwohner Chaiténs sowie 700 weitere aus der unmittelbaren Umgebung. Eine ältere Frau kam allerdings ums Leben.
Am 4. Mai besuchte die chilenische Präsidentin Michelle Bachelet mit einigen ihrer Minister das betroffene Gebiet und informierte sich über die Sicherheitsmaßnahmen. Am folgenden Tag flog sie mit ihrem Team über den Vulkan in das 75 Kilometer südöstlich des Berges gelegene Dorf Futaleufú (nicht zu verwechseln mit dem argentinischen Departamento Futaleufú) und wohnte der dortigen Evakuierung von 1000 Personen bei. Diese war nötig geworden, da der Wind die Aschewolke ausgefächert hatte. Sie war in südöstlicher Richtung bereits über die gesamte Breite Patagoniens hinweggezogen und hatte die 660 Kilometer entfernte Küste des Atlantischen Ozeans erreicht. Aufgrund dieser Ausdehnung kam es auch in Argentinien zu massiven Ascheregen. Die Eruptionen hielten den Rest des Jahres an und in ihrem Verlauf bildeten sich im Krater des Vulkans mehrere Lavadome, von denen der jüngste eine Höhe von 120 Metern erreichte. Am 19. Februar 2009 kollabierte dieser zu Teilen und verursachte einen fünf Kilometer langen pyroklastischen Strom, der sich in das Tal des Flusses Chaitén ergoss. An diesem Tag wurden 135 der letzten 160 verbliebenen Einwohner Chaiténs evakuiert. Einige Einwohner wollten die Gegend jedoch nicht verlassen.
Inzwischen stellte sich heraus, dass es das besonders gashaltige, d. h. viskose, Gestein des Chaitén war, welches die Eruptionen so besonders explosiv machte. Es handelte sich um den ersten wissenschaftlich erfassten laufenden Ausbruch, bei dem Rhyolith eruptiert wurde.
Es folgte eine letzte aktive Phase bis Anfang 2010, in der die Lavadome wieder anwuchsen. Bis 2011 gingen die Eruptionen zurück, bis April 2013 trat noch Dampf aus. Seit April 2013 ist der Vulkan wieder inaktiv.
Im Mai 2015 wurden erneut seismische Aktivitäten gemessen.